# Bushido (videogioco)
Bushido, anche sottotitolato Bushido: The Way of the Warrior sulla copertina, è un videogioco pubblicato nel 1989 per Commodore 64. Il titolo si riferisce al bushidō e il gioco consiste infatti nel controllo di un combattente nel Giappone medievale, sia dal punto di vista dell'azione sia della sua preparazione fisica e tecnica.
Non ha legami con un altro Bushido per DOS del 1983.

## Modalità di gioco
Il giocatore gestisce un personaggio che all'inizio del gioco può essere selezionato tra 8 possibili categorie con abilità variabili: samurai, ashigaru, sōhei ecc. Lo scopo finale è infiltrarsi da solo in una fortezza del clan Taira a Shimōsa e arrivare a uccidere il daimyō. Per fare questo ha a disposizione tutta la durata della sua vita; la sconfitta definitiva infatti avviene soltanto raggiungendo la vecchiaia. Si può decidere come impiegare gli anni e i mesi a disposizione, allenandosi nelle varie discipline o tentando di assalire la fortezza, che può essere conquistata progressivamente in più tentativi. Il gioco diventa di azione solo quando si affronta la fortezza; raggiungendo l'uscita si può tornare al campo base, oppure se il personaggio esaurisce l'energia viene riportato automaticamente al campo base dove impiegherà dei mesi per guarire.
La fortezza è un grande labirinto di stanze tridimensionali con visuale isometrica, a volte con scorrimento multidirezionale in quanto più grandi dello schermo. È suddivisa in zone che diventano accessibili man mano che si scoprono e aprono i relativi passaggi. Si ha a disposizione anche una mappa, ma solo delle stanze già esplorate. Si incontrano nemici da affrontare con armi bianche, trappole e trabocchetti, oggetti che si possono mettere nel proprio inventario e utilizzare nell'avventura oppure vendere al campo base. Ci sono anche alcuni elementi fantasy. Per cercare oggetti nascosti il personaggio deve arrampicarsi sulle pareti; si possono trovare armi, armature, monete, ingredienti per preparare pozioni, chiavi, indizi e altro, ogni oggetto ha un valore e un peso.